# Mobiel gokken
Mobiel gokken houdt in dat je kans- of behendigheidsspelen voor geld speelt met behulp van een apparaat op afstand, zoals een tablet, smartphone of mobiele telefoon met een draadloze internetverbinding. In december 2013 waren er meer dan honderd mobiele casino's actief, waarbij de meeste grote casino-exploitanten in de gokindustrie nu een mobiel platform voor hun spelers aanbieden.

## Markt
In 2003 werd The Mobile Lottery gelanceerd in het Verenigd Koninkrijk als de eerste mobiele gokonderneming in het land. Nadat draadloos gokken op casinoterreinen in juni 2005 werd gelegaliseerd, maakte de Nevada Gaming Control Board in maart 2006 "de weg vrij voor bedrijven om voorstellen in te dienen over hoe instellingen draadloos gokken kunnen aanbieden."
In 2006 was Europa de grootste markt voor mobiel gokken, maar "telecommunicatieanalisten voorspelden dat Azië zijn achterstand snel zou inhalen." Destijds beperkten een tekort aan geschikte telefoons in Azië en onduidelijke juridische situaties in bepaalde landen de groei, waarbij legaal mobiel gokken in Azië beperkt was tot Hong Kong en China voor sport en loterijen. Alleen in de Filippijnen en Macau was mobiel gokken in casinostijl toegestaan. Analisten voorspelden in 2006 dat de mobiele gokmarkt in de regio Azië-Pacific in 2010 een omzet van $3 miljard zou genereren. In 2005 voorspelde Jupiter Research dat mondiale mobiele gokdiensten in 2009 inkomsten zouden genereren van ruim $19,3 miljard. In 2010 lieten Gartner-analisten zien dat de wereldwijde inkomsten uit mobiel gokken in 2009 $4,7 miljard bedroegen en voorspelden $5,6 miljard voor 2010. Een dergelijke grote discrepantie tussen de voorspelling van 2005 en de realiteit van 2009 werd toegeschreven aan het onverwachte Amerikaanse verbod in 2006 op alle internetgebaseerde gokken.
In 2011 blijft de mobiele gokmarkt zich ontwikkelen. De Europese Unie heeft nog steeds geen eenduidig wetgevingskader voor mobiel gokken. Elk Europees land hanteert zijn eigen, sterk uiteenlopende wetten voor de regulering van mobiel gokken. Zo exploiteert de overheid in Finland een monopolie op internetcasino's, terwijl Noorwegen pleit voor een totaalverbod op online gokken.

### Marktprojecties
Volgens een rapport van Juniper Research, uitgebracht in september 2010, zal het totale bedrag dat wordt ingezet op mobiele casinospellen in 2015 naar verwachting de 48 miljard dollar overschrijden. Het rapport baseert deze voorspelling op (1) de hoge groeicijfers van mobiele casino's, loterijen en aanbieders van sportweddenschappen in de belangrijkste opkomende markten en China; (2) de liberalisering van de wetgeving inzake mobiel gokken in Europa; (3) de intrekking van de Unlawful Internet Gambling Enforcement Act van 2006 in de Verenigde Staten, waardoor mensen in de VS weer legaal online kunnen gokken.
Gartner voorspelde in 2010 dat de wereldwijde inkomsten uit mobiel gokken in 2014 $11,4 miljard zouden bedragen. De uiteindelijke inkomsten bleken binnen dat jaar hoger te zijn dan de voorspellingen. Begin 2011 had Apple voor het eerst gokapps voor echt geld toegelaten in de Apple Store, waarbij de inkomsten uit mobiel gokken in Groot-Brittannië stegen van £19 miljoen in 2009 tot £41 miljoen in 2010. In juni 2011 schreef The Guardian een verhaal over de stijgende cijfers van mobiel gokken, vrijgegeven door gokbedrijven Paddy Power, Corcoran en Betfair, waarbij Paddy Power meldde dat de inkomsten uit mobiel gokken in 2010 met 300% waren gestegen. Op dezelfde manier werd de toename van het aantal mobiele gebruikers bij Betfair en Corcoran ook toegeschreven aan de toegenomen acceptatie van apps.

### Recentere legalisatie
In 2011 werd de groei van mobiel gokken in de Verenigde Staten vertraagd toen het DOJ zich ertegen uitsprak, ondanks succesvolle diensten in Nevada en New Jersey. In 2012 was er een poging om gokkers in Zuid-Jersey mobiele apparaten te laten gebruiken om in casino's te gokken, onder druk van senator Jim Whelan, om te concurreren met Las Vegas. In die tijd werden mobiele spelapparaten al in casino's in Las Vegas gebruikt, waardoor casino's hun speelvloer naar buitenruimtes konden uitbreiden. In 2012 keurde de wetgevende macht van New Jersey "het gebruik van draagbare gokapparatuur in casino's in Atlantic City" goed, en het wetsvoorstel wachtte op de handtekening van de gouverneur.
In maart 2019 ondertekende de gouverneur van Rhode Island een wetsvoorstel om mobiele sportweddenschappen in de staat vanaf 1 juli toe te staan. Het voorgestelde budget van Gina Raimondo schatte dat jaar op een winst van naar schatting $3 miljoen uit mobiele gaming. Omdat Rhode Island op dat moment de enige staat was die sportweddenschappen toestond, werd het wetsvoorstel op 12 maart 2019 goedgekeurd en werd de creatie van een app toegestaan om het plaatsen van sportweddenschappen op afstand bij Twin River Casino mogelijk te maken. De staat had sportweddenschappen het jaar daarvoor gelegaliseerd, toen het Amerikaanse Hooggerechtshof een federale wet verwierp die de meeste sportgokken in het land verbood.
Op 19 februari 2020 werd gemeld dat New Jersey 837 miljoen dollar had ingezameld van sportgokkers die uit de staat New York kwamen, zowel mobiel als persoonlijk. Als gevolg daarvan drongen politici in New York aan op een wetsvoorstel dat mobiel gokken in New York zou legaliseren met een belasting van 12,5% op elke geplaatste weddenschap.
In september 2019 meldde de Wall Street Journal dat online gokkers verantwoordelijk waren voor "80% van alle legale weddenschappen op games in New Jersey, dat in mei voor het eerst Nevada overtrof wat betreft maandelijkse sportweddenschappen." Destijds bestond online of mobiel gokken voor sportweddenschappen in vijf staten: New Jersey, Pennsylvania, West Virginia, Iowa en Nevada. Er werd gemeld dat "sportgokkers uit New Jersey in het eerste jaar in totaal $3,2 miljard hadden ingezet", waarvan $2,4 miljard via online of mobiele weddenschappen. In sommige staten, zoals Mississippi, konden gokkers weddenschappen plaatsen via een telefoon terwijl ze zich fysiek in het bijbehorende casino bevonden.

## Mobiele sportweddenschappen
Reuters merkte op dat naarmate mobiel gokken in populariteit toenam, er steeds meer zorgen ontstonden over corruptie en het gebruik van telefoonhacking om het systeem te manipuleren. Sportweddenschappen zijn de activiteit van het voorspellen van sportresultaten en het plaatsen van een weddenschap op de uitkomst. De frequentie van sportweddenschappen varieert per cultuur, waarbij de overgrote meerderheid van de weddenschappen wordt geplaatst op voetbal, American football, basketbal, honkbal, hockey, baanwielrennen, autoracen, mixed martial arts en boksen op zowel amateur- als professioneel niveau.

## Mobiele casinospellen
Volledig gelegaliseerd gokken op mobiele telefoons wordt iGaming of iGambling genoemd. Volgens The Jerusalem Post zijn voorbeelden van veel voorkomende mobiele gokspellen gokautomaten, tafelspellen, nieuwe spellen en klassiekers zoals roulette, blackjack, poker en baccarat. Er zijn ook live casinoversies die worden gestreamd vanuit echte casino's of studio's. Volgens een comScore MobiLens-onderzoek uit februari 2010 naar de Amerikaanse mobiele gamingmarkt is de kans veel groter dat smartphoneabonnees mobiele casinospellen spelen dan abonnees van generieke telefoons. Uit het onderzoek bleek dat 7,6% van de smartphoneabonnees en 1,2% van de generieke mobiele abonnees binnen een tijdsbestek van drie maanden mobiele casinospellen speelden.
In Nederland is mobiele gokactiviteit ook sterk toegenomen sinds de legalisering van online kansspelen in april 2021. Volgens de Kansspelautoriteit (KSA) hebben veel Nederlanders mobiele casino-apps gedownload en gebruiken ze deze om toegang te krijgen tot een breed scala aan gokspellen, waaronder gokkasten, poker en sportweddenschappen. Online casino in Nederland biedt nu een verscheidenheid aan spellen die via mobiele apparaten kunnen worden gespeeld, waaronder live casinoversies waarbij echte dealers via streaming worden verbonden met spelers, wat een meer authentieke casinobeleving biedt. Uit recente gegevens blijkt dat ongeveer 10% van de volwassen bevolking in Nederland gebruik maakt van mobiele gokdiensten, waarbij een aanzienlijke stijging werd waargenomen tijdens grote sportevenementen zoals het EK Voetbal en de Olympische Spelen.
Naast de online beschikbaarheid zijn er in de Verenigde Staten mobiele casino-apps verschenen op verschillende fysieke locaties die alleen kunnen worden gebruikt om te gokken terwijl men fysiek aanwezig is op het terrein van het casino. Dit strekt zich uit tot buitengebieden die zich nog steeds binnen de grenzen van het terrein bevinden, waardoor dit het eerste type gokautomaat, sportweddenschappen en kansspelen is dat legaal plaatsvindt buiten de gelicentieerde speelvloer terwijl het zich nog in een Amerikaans casino bevindt. VentureBeat staat Google geen gokapps voor echt geld toe in de Google Play Store .